# Pabenberg (Gemeinde Straßburg)
Pabenberg ist eine Ortschaft in der Gemeinde Straßburg im Bezirk St. Veit an der Glan in Kärnten. Die Ortschaft hat 0 Einwohner (Stand 1. Jänner 2024).

## Lage
Pabenberg liegt im Osten der Gemeinde Straßburg, auf dem Gebiet der Katastralgemeinde St. Georgen, auf einem Höhenzug zwischen Pabenbergerbach (einem Zubringer zum Ratschachbach) und Höllgraben.
Im Gegensatz zu den vielen Streusiedlungen an den Hängen des Gurktals handelte es sich bei diesem Ort um ein Dorf; gemäß dem Franziszeischen Kataster umfasste der Ort, der sich damals über etwa 300 m Länge erstreckte, gut 10 Häuser.

## Geschichte
1294 wird der Ort als Pabenberch (= Berg des Pabo) urkundlich genannt, 1331 als Pübendorf.
In der Gegend wurde Silberbergbau betrieben. Seit Gründung der Ortsgemeinden Mitte des 19. Jahrhunderts gehört Pabenberg zur Gemeinde Straßburg. Infolge der Land- und Höhenflucht wurde der Ort aufgegeben.

## Bevölkerungsentwicklung
Für die Ortschaft ermittelte man folgende Einwohnerzahlen:
- 1869: 8 Häuser, 51 Einwohner[4]
- 1880: 8 Häuser, 38 Einwohner[5]
- 1890: 5 Häuser, 21 Einwohner[6]
- 1900: 8 Häuser, 18 Einwohner[7]
- 1910: 5 Häuser, 21 Einwohner[8]
- 1923: 6 Häuser, 26 Einwohner[9]
- 1934: 20 Einwohner[10]
- 1951: 3 Häuser, 11 Einwohner[11]
- 1961: 2 Häuser, 12 Einwohner[12]
- 2001: 1 Gebäude (davon 0 mit Hauptwohnsitz) mit 0 Wohnungen; 0 Einwohner und 0 Nebenwohnsitzfälle; 0 Haushalte; 0 Arbeitsstätten, 0 land- und forstwirtschaftliche Betriebe[13]
- 2011: 0 Gebäude, 0 Einwohner, 0 Haushalte, 0 Arbeitsstätten[14]
- 2021: 0 Gebäude, 0 Einwohner, 0 Haushalte, 0 Arbeitsstätten[15]